# Кишкере
Кишкере (мађ. Kisköre) град је у Мађарској. Кишкере је један од градова у оквиру жупаније Хевеш. У Кишкереу постоји хидроелектрана која је изграђена 1973. године када је завршена брана на Тиси.

## Географски положај
Кишкере се налази у јужном делу округа, поред језера Тисе, на десној обали реке Тисе.
Суседна насеља: Комло са севера, Тисанана са североистока, Абадсалок са југоистока, Тисабура са југа (последња два су са друге стране реке), Пели са запада и Тарнасентмиклош са северозапада.
Посебан, рубни део насеља је Ракхат, неколико километара северозападно од центра.

## Историја
Старо село је током своје више од 700-годишње историје неколико пута било опустошено. Као и већина села у околини, прво је припадало Егерској епископији, а затим Сатмарској, до 1804. године.
Становници су углавном били реформаторске вероисповести, егзистенцију им је углавном обезбеђивала река Тиса, али су многи били приморани да раде као надничари далеко од родног села да би издржавали своје породице. Насеље још увек чува традицију сељачке културе која се обележава редовним традиционалним сусретима. Црква у каснобарокном стилу подигнута је 1777. године. Материјална сећања на прошлост, вредности народне уметности, данас се чувају у Музеју села, насталом од историјске грађевине.
Одлучујућа промена у животу града била је брана која је овде подигнута и предата 1975. године, која је из корена променила живот не само Кишкере, већ и централне Тисе, Алфолда. Кишкере је једно од највећих насеља у региону језера Тиса, а 2005. године добило је статус града. Својом богатом туристичком понудом и атракцијама један је од већих центара овог краја.
Траса Черског јарка, коју су изградили Сармати између 324. и 337. године, а спаја Дунав са Тисом, допире до Тисе јужно од насеља.

## Становништво
У 2011. години 87% становништва насеља се изјаснило као Мађари, 12% Роми, а 1% друге националности.
Током пописа из 2011. године, 70,3% становника се изјаснило као Мађари, 9,6% као Роми, а 0,3% као Немци (29,4% се није изјаснило, због двојног идентитета, укупан број може бити већи од 100%). 
Верска дистрибуција је била следећа: римокатолици 41,3%, реформисани 3,3%, неденоминациони 19,5% (33,8% се није изјаснило).